# نماد خدماتی
نماد خدماتی، نشان خدماتی یا علامت خدماتی (به انگلیسی: Service Mark) گونه‌ای از نماد بازرگانی است، که برای تشخیص خدماتی که شخص یا بنگاه خاص، ارائه می‌دهد، به کار می‌رود. پس از ثبت رسمی یک علامت خدماتی، نشان تجاری ثبت‌شده بشمار می‌آید.